# 东旺庄二仙真人庙
东旺庄二仙真人庙，位于山西省长治市壶关县集店乡东旺庄村，是一处山西省文物保护单位。
2021年8月4日，东旺庄二仙真人庙公布为第六批山西省文物保护单位，年代为元至民国，古建筑类，编号6-170。